# Shadowland (k.d. lang)
Shadowland è il terzo album di k.d. lang.

## Il disco
L'album include collaborazioni con Kitty Wells, Loretta Lynn e Brenda Lee in "Honky Tonk Angels' Medley" ed è stato prodotto da Owen Bradley, noto per aver prodotto i più celebri album di Patsy Cline.
È di fatto l'esordio da solista di k.d. lang.

## Tracce
- "Western Stars" – 3:12
- "Lock, Stock and Teardrops" – 3:28
- "Sugar Moon" – 2:26
- "I Wish I Didn't Love You So"  – 3:07
- "(Waltz Me) Once Again Around the Dance Floor" – 2:35
- "Black Coffee" – 3:17
- "Shadowland" – 2:28
- "Don't Let the Stars Get in Your Eyes" – 2:20
- "Tears Don't Care Who Cries Them" – 3:03
- "I'm Down to My Last Cigarette" – 2:46
- "Busy Being Blue"  – 3:40
- "Honky Tonk Angels' Medley" – 2:55
- "In the Evening (When the Sun Goes Down)"
- "You Nearly Lose Your Mind"
- "Blues Stay Away from Me"